# 李媛華
李媛华（483年—524年1月22日），陇西郡狄道县（今甘肃省定西市临洮县）人，出自陇西李氏仆射房，司空、清渊文穆公李冲第四女，彭城王元勰王妃。

## 生平
元宏推行汉化改革的时候，要求弟弟们和汉族通婚，元勰遵循此旨意娶了李媛华，生下三子两女。元勰被元恪和高肇合谋杀害的那一日白天，李媛华刚刚生下最后一个孩子元子正，元勰不愿离开妻儿，使者强迫他前去。元勰无奈，和李媛华诀别而去。元勰的尸体被运回来的时候，李媛华嚎啕大哭道：“高肇枉理杀人，天道有灵，汝还当恶死。”
李媛华的第二个儿子元子攸即位的时候，追尊父亲元勰为文穆皇帝，母亲李媛华为文穆皇后。

## 家族
- 陇西李氏世系图

### 祖父
- 李宝，北魏使持节、侍中、镇西大将军、开府仪同三司、并州刺史、敦煌宣公[1]

### 父母
- 李冲，北魏司空、清渊文穆公[1]
- 荥阳郑氏，刘宋散骑常侍，北魏使持节、冠军将军、豫州刺史、阳武靖侯郑德玄之女[1]

### 兄弟姐妹
- 李延寔，北魏持节、督光州诸军事、左将军、光州刺史、清渊县开国侯[1]
- 李休纂，北魏太子舍人[1]
- 李延考，北魏太尉外兵参军[1]
- 李长妃，嫁北魏使持节、镇北将军、相州刺史、文恭子、荧阳郑道昭[1]
- 李仲玉，嫁北魏司徒主簿荧阳郑洪建[1]
- 李令妃，嫁北魏使持节、抚军、青州刺史、文子、范阳卢道裕[1]
- 李稚妃，嫁北魏轻车将军、尚书郎中、朝阳伯、清河崔勗[1]
- 李稚华，嫁北魏太尉参军事河南元季海[1]

### 子女
- 元子讷，北魏彭城郡王，王妃陇西李氏，李休纂之女[1]
- 元子攸，北魏中书侍郎、武城县开国公[1]
- 元子正，北魏霸城县开国公[1]
- 元楚华，北魏光城县主，嫁光禄大夫、长乐郡开国公长乐冯颢，使持节侍中司徒长乐元公冯诞之子[1]
- 元季瑶，北魏安阳乡主，嫁员外散骑侍郎、清渊世子陇西李彧，李延寔之子[1]